# 北相镇
北相镇，是中华人民共和国山西省运城市盐湖区下辖的一个乡镇级行政单位。

## 行政区划
北相镇下辖以下地区：
北相村、南相村、曹允村、王桐村、东任留村、南任留村、北任留村、候家卓村、麻家卓村、腾家卓村、古上村、自治庄村、张村、李村、陈邵村、东古村、西古村、古南庄村、东翟底村、店上村、相庄村、寨庄村、东曲马村、西曲马村、东张贺村、西张贺村、杨包村和振新庄村。